# 3중대의 병사들
《3중대의 병사들》(영어: The Boys In Company C)은 미국에서 제작된 시드니 J. 퓨리 감독의 1978년 전쟁 코미디 드라마 영화이다. 스탠 쇼 등이 출연하였고, 안드레이 모건 등이 제작에 참여하였다.

## 출연진
- 스탠 쇼
- 앤드루 스티븐스
- 제임스 캐닝
- 마이클 렘벡
- 크레이그 와슨
- 스콧 하일런즈
- 제임스 휘트모어 주니어
- 노블 윌링햄
- 산토스 모랄레스
- 리 어미